# Určice
Určice (en allemand : Urtschitz) est une commune du district de Prostějov, dans la région d'Olomouc, en République tchèque. Sa population s'élevait à 1 414 habitants en 2023.

## Géographie
Určice se trouve à 5,5 km au sud-sud-ouest de Prostějov, à 22,3 km au sud-ouest d'Olomouc et à 204 km à l'est-sud-est de Prague.
La commune est limitée par Seloutky et Prostějov au nord, par Výšovice à l'est, par Dětkovice, Vranovice-Kelčice et Vincencov au sud, et par Myslejovice et Alojzov à l'ouest.

## Histoire
La première mention écrite de la localité date de 1288.

## Galerie

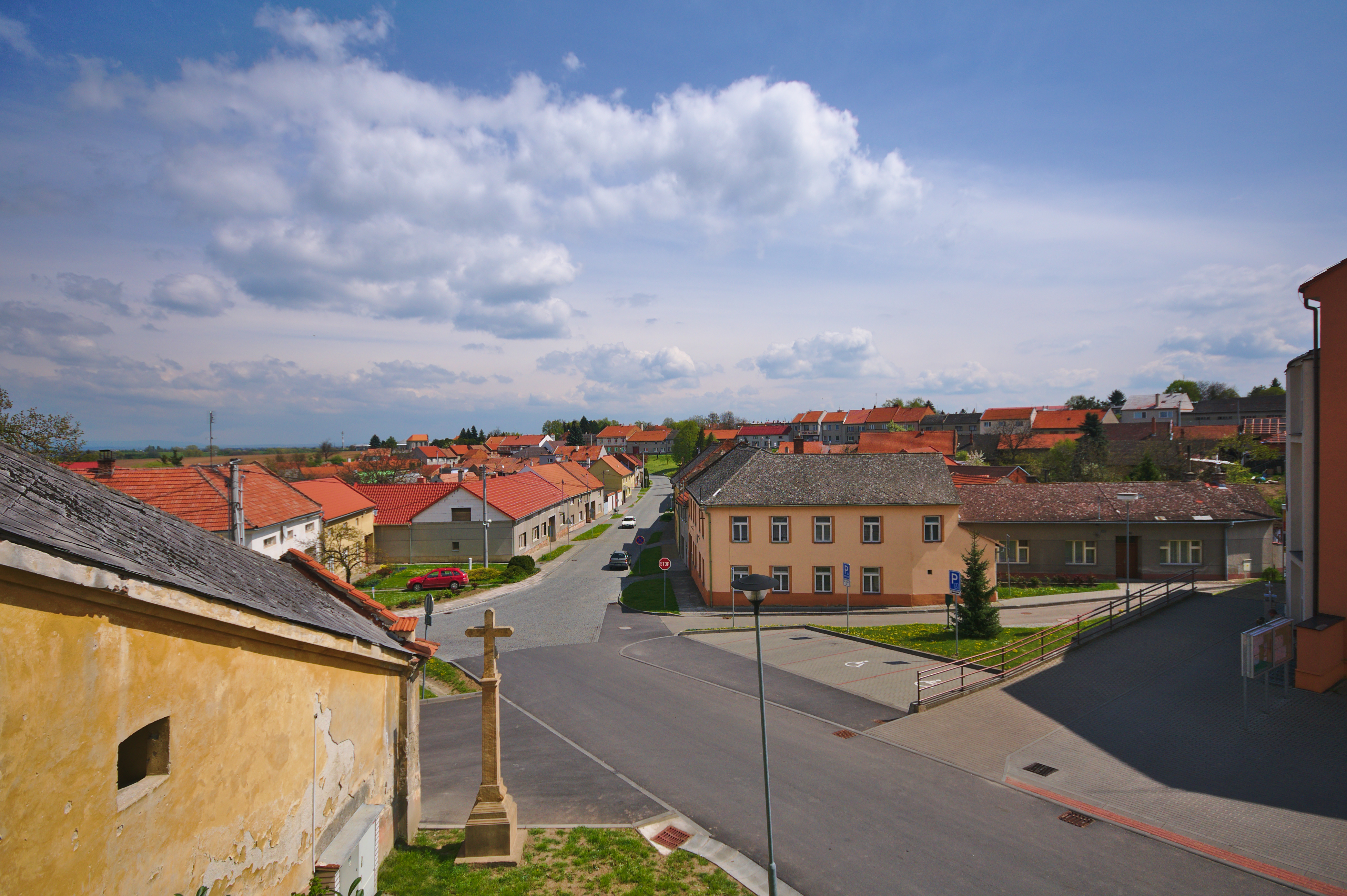
Centre d'Určice.
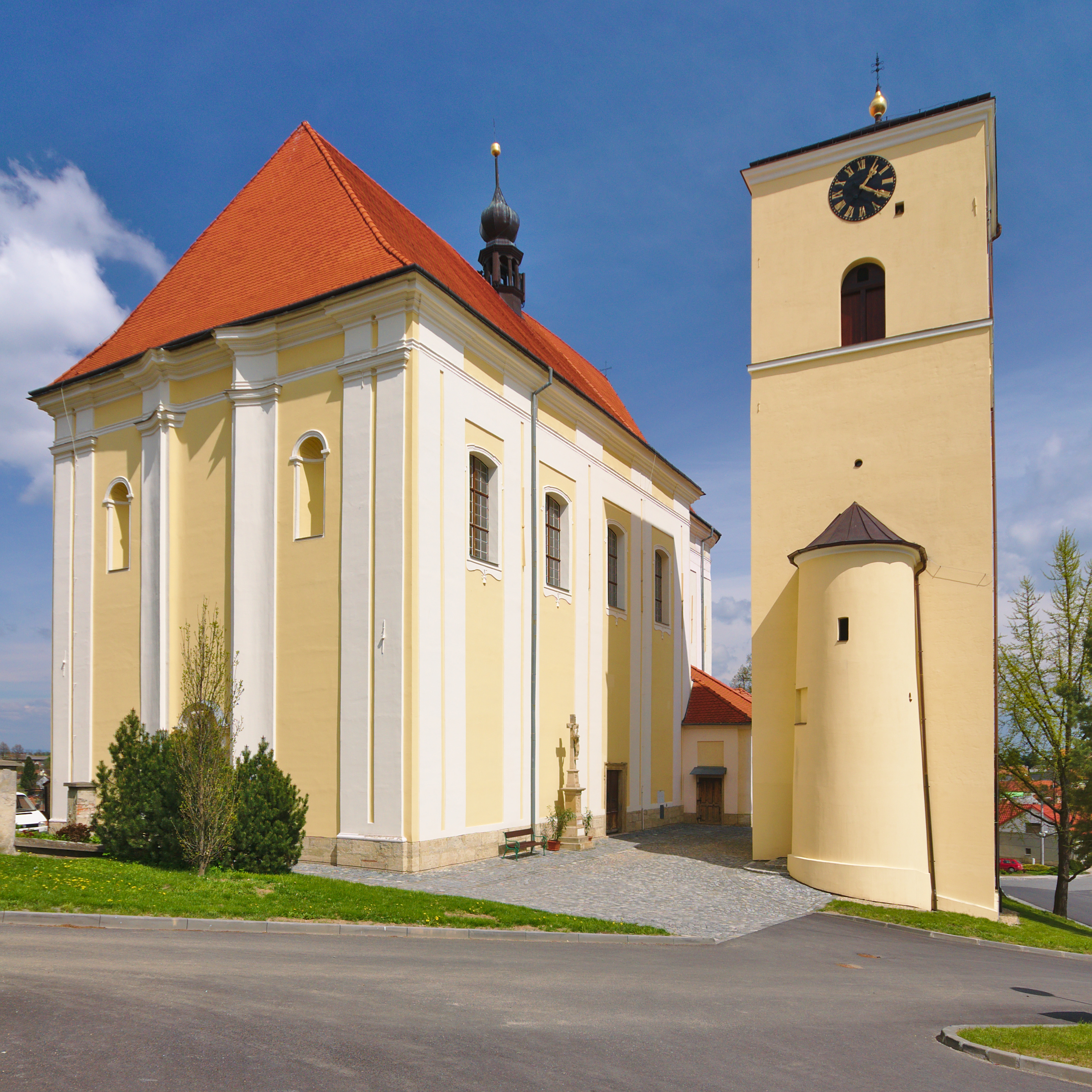
Église Saint-Jean-Baptiste.

## Transports
Par la route, Určice se trouve à 7 km de Prostějov, à 26 km d'Olomouc et à 261 km de Prague.